# Lidia Kopania
Lidia Kopania (ur. 12 maja 1978 w Koluszkach) – polska piosenkarka, autorka tekstów i celebrytka.
W latach 1998–2006 wokalistka zespołu Kind of Blue. Od 2006 artystka solowa, wydała trzy albumy studyjne: Intuicja (2006), Przed świtem (2008) i Pod słowami (2015). Pierwszą płytę promowała singlem „Sleep”, z którym zwyciężyła w koncercie „Trendy” podczas festiwalu TOPtrendy 2006. W 2009 reprezentowała Polskę z utworem „I Don’t Wanna Leave” w 54. Konkursie Piosenki Eurowizji.

## Życiorys

### Edukacja
Ukończyła Liceum Ogólnokształcące w Łodzi, w tym okresie brała udział w pierwszych konkursach muzycznych. W młodości tańczyła w formacji tańca towarzyskiego „Promenada”.
Studiowała historię sztuki na Uniwersytecie im. Adama Mickiewicza w Poznaniu, tytuł magistra obroniła jednak na Uniwersytecie Łódzkim (temat pracy dyplomowej: Odpowiedniki pop-artu w polskiej sztuce lat 60. i 70.). Ukończyła również studia podyplomowe w dziedzinie arteterapii, a w 2014 rozpoczęła studia doktoranckie w Szkole Wyższej Psychologii Społecznej w Warszawie.

### Kariera zawodowa
W wieku 16 lat zrealizowała pierwsze profesjonalne nagrania muzyczne, rejestrując oficjalny hymn wyborów Miss Polski Nastolatek, w których brała udział; w finale konkursu zdobyła tytuł Miss Dziennikarzy. Po udziale w wyborach nawiązała współpracę z Dariuszem Grabowskim, wykładowcą w łódzkiej Akademii Muzycznej, u którego rozwijała talent wokalny. W 1998 rozpoczęła profesjonalną karierę muzyczną, wydając kasetę z utworami „W tej samej rzece” i „Przypadkowi przechodnie”, które stworzył Robert Janson. Również w 1998 wydała singiel „Niezwykły dar”. Dzięki znajomości z Magdaleną Pokorą nawiązała współpracę z Michałem Wiśniewskim, który zapewniał jej występy jako support przed koncertami swojego zespołu Ich Troje.
W 2003 została wokalistką zespołu Kind of Blue, z którym pod koniec 2004 wydała na niemieckim rynku debiutancki album studyjny, zatytułowany Beating the Morning Rush. Wraz z zespołem uczestniczyła w niemieckim programie muzycznym The John Lennon Talent Award. W Polsce ich pierwszym singlem został utwór „Pocałuj mnie”, z którym brali udział w konkursie debiutów podczas 42. Krajowego Festiwalu Piosenki Polskiej w Opolu. W 2005 wydała z zespołem drugi wspólny album studyjny pt. Pocałuj mnie. W 2006 odeszła z zespołu, skupiając się na karierze solowej.
27 października 2006 wydała pierwszy solowy album studyjny pt. Intuicja. Promowała go singlami: „Sleep”, „Hold On”, „Twe milczenie nie jest złotem” i „It Must Be Love”, z którym bez powodzenia zgłosiła się do udziału w koncercie Piosenka dla Europy 2007, zajmując pierwsze miejsce na liście rezerwowej. Latem tego samego roku zwyciężyła w głosowaniu widzów festiwalu TOPtrendy 2006, wykonując dwa utwory: autorski „Sleep” oraz cover utworu ABBY „The Winner Takes It All”. 6 czerwca 2008 wydała swój drugi album pt. Przed świtem, który promowała singlem „Rozmawiać z Tobą chcę”.

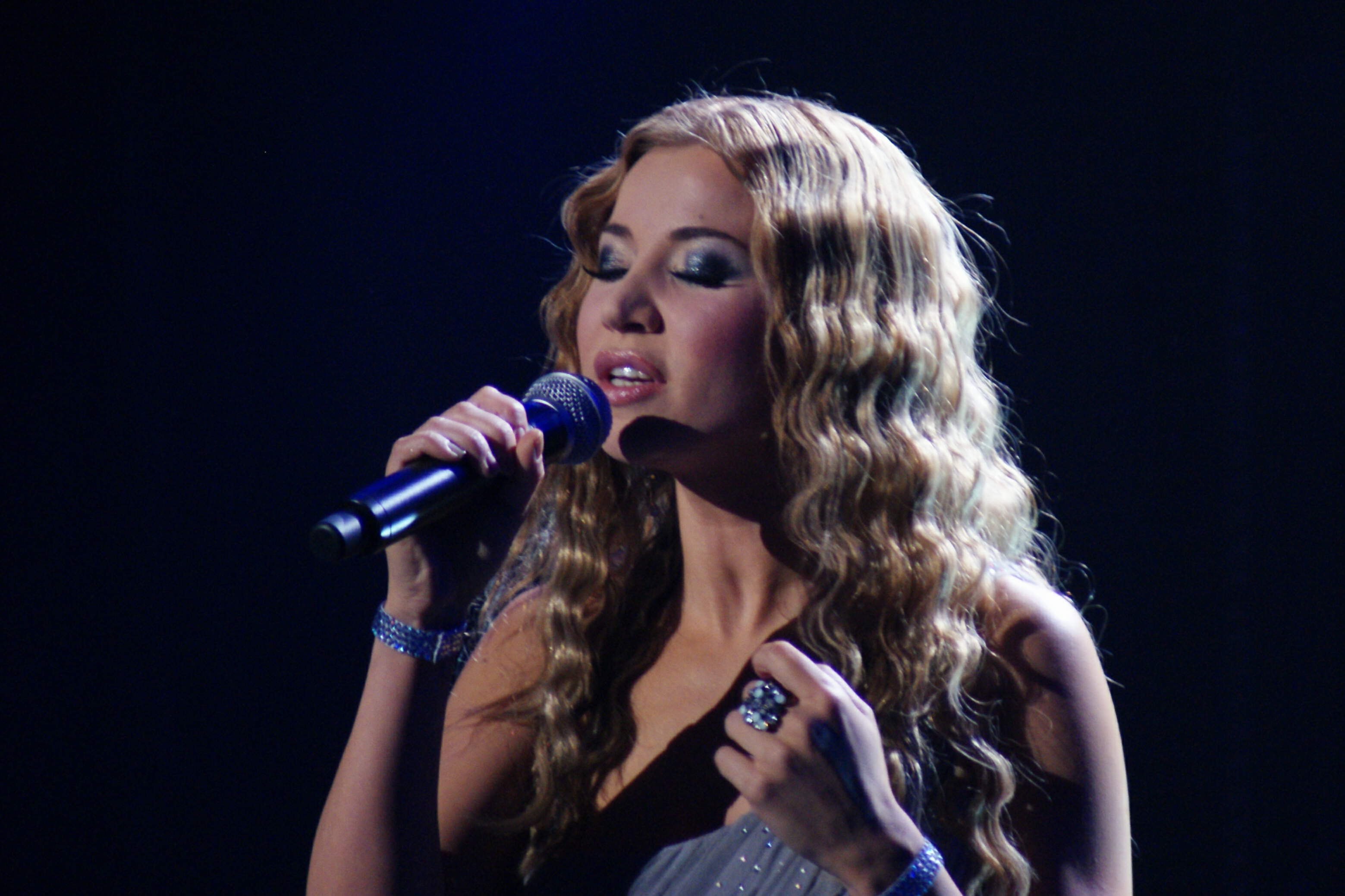
Kopania podczas występu w finale koncertu Piosenka dla Europy 2009

14 lutego 2009 wystąpiła z piosenką „I Don’t Wanna Leave” w koncercie Piosenka dla Europy 2009, ostatecznie zajęła pierwsze miejsce po zdobyciu 22 punktów, w tym 10 pkt od jurorów (2. miejsce) i 12 pkt od widzów (1. miejsce), zostając dzięki temu reprezentantką Polski w 54. Konkursie Piosenki Eurowizji organizowanym w Moskwie. Od 28 lutego do 18 kwietnia odbywała trasę promocyjną po Europie, wystąpiła m.in. na Łotwie, w Mołdawii, Wielkiej Brytanii, Holandii, Irlandii i na Ukrainie. 14 maja zajęła 12. miejsce w drugim półfinale Eurowizji 2009, przez co nie awansowała do finału.
W 2012 została ambasadorką marki produkującej bieliznę dla kobiet „Alles”. W grudniu 2014 pojawiła się na okładce polskiej edycji miesięcznika „Playboy”. 20 listopada 2015 wydała album pt. Pod słowami, który promowała tytułowym singlem i piosenką „Hold My Breath”. 15 grudnia 2017 zaprezentowała teledysk do singla „Nie czekaj”. W 2018 i 2019 bez powodzenia zgłosiła się do udziału w krajowych eliminacjach do Konkursu Piosenki Eurowizji (w 2018 z piosenką „Scars Are Beautiful”). 19 lutego 2022 wystąpiła z utworem „Why Does It Hurt” w finale programu Tu bije serce Europy! Wybieramy hit na Eurowizję!, stanowiącego polskie eliminacje do 66. Konkursu Piosenki Eurowizji, i zajęła ostatnie miejsce. Jej występ był szeroko krytykowany w mediach m.in. za nieczyste wykonanie i częste pomyłki w tekście. Kopania twierdziła w udzielanych wywiadach, że celowo zaplanowała taki występ, a piosenką chciała oddać hołd zmarłemu ojcu oraz jego siostrze i bratu. Po występie Kopani swoją 14-letnią działalność zakończył jej oficjalny fanklub, a jego założyciel zarzucił wokalistce notoryczne kłamstwa i zasugerował jej konieczność leczenia nadszarpniętego zdrowia psychicznego.

## Inspiracje
Wśród inspiracji muzycznych wymienia wykonawców, takich jak Barbra Streisand, Whitney Houston, Mariah Carey czy Céline Dion.

## Życie prywatne
Pozostawała przez trzy lata w nieformalnym związku z Robertem Jansonem. W 2010 poślubiła Igora Przebindowskiego. W czerwcu 2020 potwierdziła rozwód z mężem.

## Dyskografia
Albumy studyjne
| Tytuł        | Dane dot. albumu                                                                        |
| ------------ | --------------------------------------------------------------------------------------- |
| Intuicja     | - Data: 27 października 2006 - Wydawca: EMI Music Poland - Format: CD, digital download |
| Przed świtem | - Data: 13 czerwca 2008 - Wydawca: EMI Music Poland - Format: CD, digital download      |
| Pod słowami  | - Data: 20 listopada 2015 - Wydawca: Polskie Radio - Format: CD, digital download       |